# Аллен, Алберт
А́лберт А́ртур А́ллен (англ. Albert Arthur Allen; 1 апреля 1867 — 13 октября 1899) — английский футболист, нападающий. Наиболее известен по выступлениям за футбольный клуб «Астон Вилла». Провёл одну игру за национальную сборную Англии, в которой сделал хет-трик.

## Биография
Уроженец Астона (Бирмингем), Аллен начал играть в футбол, выступая за команду школы «Сент-Филлипс» и за команду «Сохо Вилла». В августе 1884 года присоединился к клубу «Астон Вилла». На тот момент регулярного чемпионата ещё не было, и клубы проводили только товарищеские или кубковые матчи. Известно, что в сезоне 1886/87 Аллен провёл за «Виллу» не менее 11 товарищеских матчей, забив в них 5 голов. 15 октября 1887 года дебютировал за «Астон Виллу» в официальном матче: это была игра Кубка Англии против «Олдбери Таун». Всего в сезоне 1887/88 провёл за команду 4 матча и забил 4 гола в Кубке Англии.
7 апреля 1888 года Алберт Аллен провёл свою единственную игру за национальную сборную Англии, выйдя на поле на позиции левого инсайда против сборной Ирландии на стадионе «Баллинафей Парк» в Белфасте, англичане одержали в том матче победу со счётом 5:1. Аллен сделал в этом матче хет-трик. Выиграв все три матча Домашнего чемпионата, Англия единолично завоевала титул победителя турнира.
В 1888 году была создана Футбольная лига Англии. 8 сентября 1888 года Аллен дебютировал в первом в истории розыгрыше турнира в матче против «Вулверхэмптон Уондерерс» (завершился вничью со счётом 1:1). 15 сентября 1888 года забил свой первый гол за клуб в матче против «Стока», а 29 сентября того же года сделал первый хет-трик в Футбольной лиге в матче против «Ноттс Каунти». Всего в сезоне 1888/89 провёл за команду 24 матча и забил 18 (по другим данным, 17 или 19) голов.
В сезоне 1889/90 Аллен провёл за команду 22 матча и забил 13 голов (по другим данным, 24 матча и 12 голов), в том числе хет-трик против «Бернли» 5 октября 1889 года на стадионе «Терф Мур».
В сезоне 1890/91 провёл за команду только 4 матча и забил 1 гол. Его последней игрой за клуб стал домашний матч в рамках Футбольной лиги против «Сандерленда» 26 декабря 1890 года. Вскоре после этого Аллен объявил о завершении футбольной карьеры из-за болезни.
Его описывали как «лёгкого, но эффективного нападающего», обладавшего хорошей скоростью, мощным и точным ударом, хорошо проявлявшего себя в «больших играх». При этом он был «скромным, непритязательным игроком».
В октябре 1899 года Алберт Аллен умер от туберкулёза в возрасте 32 лет.

## Достижения
Сборная Англии
- Победитель Домашнего чемпионата Великобритании: 1888